# Yvonne Prévost
Paule Marie Yvonne Prévost, coniugata Boppe (Dinard, 8 giugno 1878 – Parigi, 3 marzo 1942), è stata una tennista francese.

## Biografia
Vinse il Campionato francese di tennis 1900 nel singolare femminile e nello stesso anno partecipa ai Giochi Olimpici di Parigi.

In questa competizione arriva in finale sia nel singolare che nel doppio misto, nella prima viene sconfitta in due set dall'Inglese Charlotte Cooper mentre nel doppio misto insieme a Harold Mahony viene sconfitta nuovamente dalla Cooper in coppia con Reggie Doherty.

Al Campionato francese di tennis 1902 vince il torneo di doppio misto insieme a Réginald Forbes e l'anno successivo riesce a vincere nuovamente il doppio misto sempre in coppia con Forbes.